# Karljosef Kreter

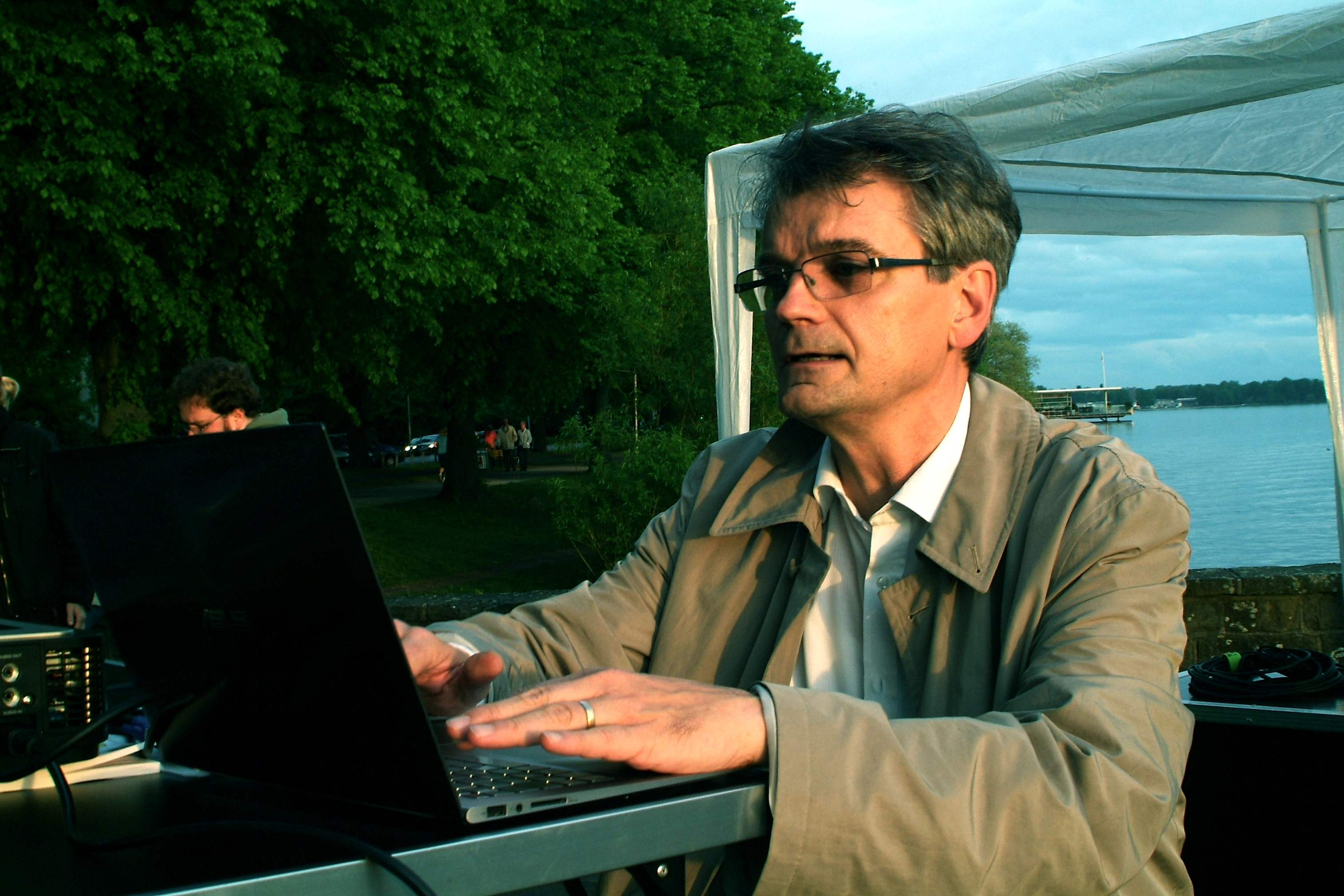
Karljosef Kreter bei einer Videopräsentation „Das war ein Vorspiel nur“, Veranstaltung zur Bücherverbrennung in Hannover an der Bismarcksäule

Karljosef Kreter (auch: Karljo, K. J. oder K. Kreter) (* 12. Januar 1955 in Warburg) ist ein deutscher Archivar, Autor und Herausgeber. Er forscht zur Stadtgeschichte Hannovers.

## Leben
Karljosef Kreter wurde als drittes von vier Kindern eines Höxteraner Amtsrates und einer Hausfrau geboren. Er wuchs in Warburg auf und besuchte dort seine ersten Schulen, legte sein Abitur jedoch 1974 an der Albert-Schweitzer-Schule in Hofgeismar ab. Noch im selben Jahr begann er seine Studien an der Georg-August-Universität in Göttingen in den Fächern Philosophie bei Günther Patzig, Geschichte bei Helga Grebing sowie Pädagogik. 1978 erhielt er ein Stipendium der Friedrich-Ebert-Stiftung. Sein Studium schloss er 1980 mit dem 1. Staatsexamen für das höhere Lehramt in den Fächern Geschichte und Philosophie ab sowie einem weiteren Staatsexamen als Erziehungswissenschaftler.
Anschließend absolvierte Kreter das Lehrerreferendariat am Studienseminar I in Hannover, wo er von 1982 bis 1983 zum Studienassessor des Lehramts ausgebildet wurde. Da jedoch seinerzeit die Aussichten für eine Einstellung als Lehrer wenig erfolgversprechend waren, arbeitete Kreter von 1984 bis 1985 als Angestellter in Bad Nenndorf an der Einrichtung eines Samtgemeinde-Archivs, bevor ihm 1986 neue Aufgaben im Stadtarchiv Hannover übertragen wurden. Anschließend ließ ihn die Stadt Hannover von 1987 bis 1989 in Osnabrück, Marburg und Koblenz zum Assessor des Archivdienstes ausbilden (Archivarsreferendariat). Anschließend wirkte er als stellvertretender Leiter des Stadtarchivs Hannover.
1996 schrieb Kreter an der Universität Hannover – wo ihn Gerhard Schneider in den Kreis seiner „Ehemaligen“ aufnahm – seine Dissertation zum Thema Städtische Geschichtskultur und Historiographie. Das Bild der Stadt Hannover im Spiegel ihrer Geschichtsdarstellungen von den Anfängen bis zum Verlust der städtischen Autonomie.
Kreter setzte sich kritisch mit der traditionellen wissenschaftlichen Archivarausbildung, insbesondere an der Archivschule Marburg auseinander. Darüber hinaus schrieb er Arbeiten zur Geschichte der Stadt Hannover.
Nachdem Karljosef Kreter zeitweilig das Stadtarchiv Hannover und dort die 2009 gezeigte Ausstellung „Schillers Spuren in Hannover“ geleitet hatte, ist er seit 2009 Leiter des Projekts „Städtische Erinnerungskultur“ der Landeshauptstadt Hannover, Fachbereich Bildung und Qualifizierung. Das Projekt ist zugleich Mitglied im Netzwerk Erinnerung und Zukunft in der Region Hannover. Kreter ist zudem stellvertretender Vorstand im Niedersächsischen Institut für Historische Regionalforschung. Seit Ende April 2021 ist Kreter, der das Gedenken an die Zeit des Nationalsozialismus in Hannover nachhaltig prägte und das 2021 eröffnete ZeitZentrum Zivilcourage mitaufbaute, im Ruhestand.

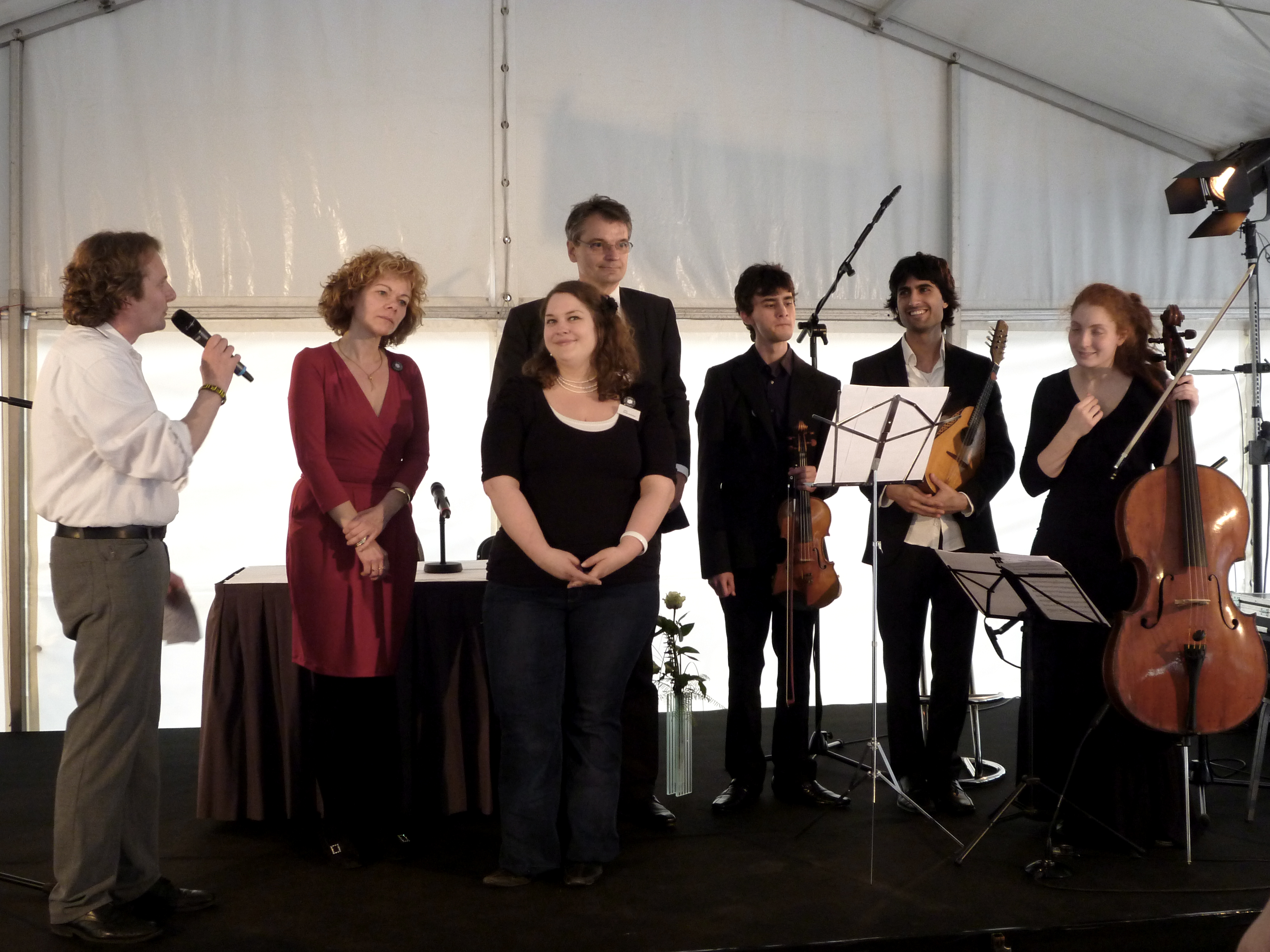
Kreter (im Hintergrund Mitte) bei der Gedenkveranstaltung zum 79. Jahrestag der Bücherverbrennung in Hannover

## Werke (Auswahl)
- (Redaktion): Hospital und Stift zum Heiligen Geist in Hannover. 1256–2006. Festschrift zum 750-jährigen Bestehen (= Hannoversche Geschichtsblätter. Beiheft 4). Hrsg. von der Landeshauptstadt Hannover. Hahn, Hannover 2006, ISBN 978-3-7752-5959-0 kartoniert und ISBN 3-7752-5959-7.
- mit Herbert Obenaus u. a.: Die Erschießungen auf dem Seelhorster Friedhof 1945 (= Hannoversche Geschichtsblätter. Beiheft 3). Hrsg. von der Landeshauptstadt Hannover. Hahn, Hannover 2005, ISBN 3-7752-5956-2.
- mit Gerhard Schneider (Hrsg.): Stadt und Überlieferung. Festschrift für Klaus Mlynek (= Hannoversche Studien. Band 7). Hahn, Hannover 1999, ISBN 3-7752-4957-5.
- „Indem ich hiermit protestire“. Friedrich Wilhelm Wedekind und seine Familie in Hannover. In: Niedersächsisches Staatstheater Hannover (Hrsg.), Brigitta Weber (Bearb.), Carsten Niemann (Bearb.): Frank Wedekind, geboren 1864 in Hannover (= Prinzenstraße. Hannoversche Hefte zur Theatergeschichte. Doppelheft 4). Niedersächsische Staatstheater, Hannover 1995, ISBN 3-931266-00-1, S. 13–173.
- (Hrsg.): Forum Ausbildungsfragen. Archivschule Marburg – aus Erfahrung gut? Zur Kritik der traditionellen wissenschaftlichen Archivarausbildung. Bückeburg/Duderstadt/Hannover/Kiel: „Kampfgruppe“ des ehemaligen 22. Wissenschaftlichen Lehrgangs an der Archivschule Marburg – Institut für Archivwissenschaften, 1990.
- (Hrsg.), K. J. Lorenzen-Schmidt (v.i.s.d.P.): Aus Erfahrung gut? Kritische Anmerkungen zum Beruf des Archivars. Stadtarchiv Hannover, Selbstverlag, Hannover 1989.
- Städtische Geschichtskultur und Historiographie. Das Bild der Stadt Hannover im Spiegel ihrer Geschichtsdarstellungen von den Anfängen bis zum Verlust der städtischen Autonomie. Hannover 1996 (zugleich Dissertation, Universität Hannover, 1996; PDF).
- Bad Nenndorf im Dritten Reich. Lebenswege der Nenndorfer jüdischen Glaubens. In Zusammenarbeit mit der Dr.-Blumenberg-Initiative, Bad Nenndorf. Selbstverlag, Hannover 1987.
- Sozialisten in der Adenauer-Zeit. Die Zeitschrift „Funken“; von der heimatlosen Linken zur innerparteilichen Opposition in der SPD. Mit einem Vorwort von Jürgen Seifert. VSA, Hamburg 1986, ISBN 3-87975-382-2.